# Bellevue (Nebraska)
Bellevue (dal francese che significa "bella vista") è un comune (city) degli Stati Uniti d'America della contea di Sarpy nello Stato del Nebraska. La popolazione era di 50 137 persone al censimento del 2010, il che la rende la terza città più popolosa dello stato. È un sobborgo meridionale di Omaha. Bellevue fa parte dell'area metropolitana di Omaha-Council Bluffs. Originariamente fondata negli anni del 1830, Bellevue fu incorporata nel 1855 ed è la più antica città esistente nel Nebraska. La legislatura del Nebraska ha accreditato la città come il secondo insediamento più antico del Nebraska. Un tempo era la sede del governo del Nebraska.

## Geografia fisica
Secondo lo United States Census Bureau, ha un'area totale di 16,02 miglia quadrate (41,49 km²).

## Società

### Evoluzione demografica
Secondo il censimento del 2010, c'erano 50 137 abitanti.

### Etnie e minoranze straniere
Secondo il censimento del 2010, la composizione etnica della città era formata dall'81,5% di bianchi, il 6,0% di afroamericani, lo 0,7% di nativi americani, il 2,3% di asiatici, lo 0,2% di oceanici, il 5,4% di altre razze, e il 3,9% di due o più etnie. Ispanici o latinos di qualunque razza erano l'11,9% della popolazione.